# Rapala dazatas
Rapala dazatas är en fjärilsart som beskrevs av Hans Fruhstorfer 1912. Rapala dazatas ingår i släktet Rapala och familjen juvelvingar. Inga underarter finns listade.